# Clyde Stubblefield

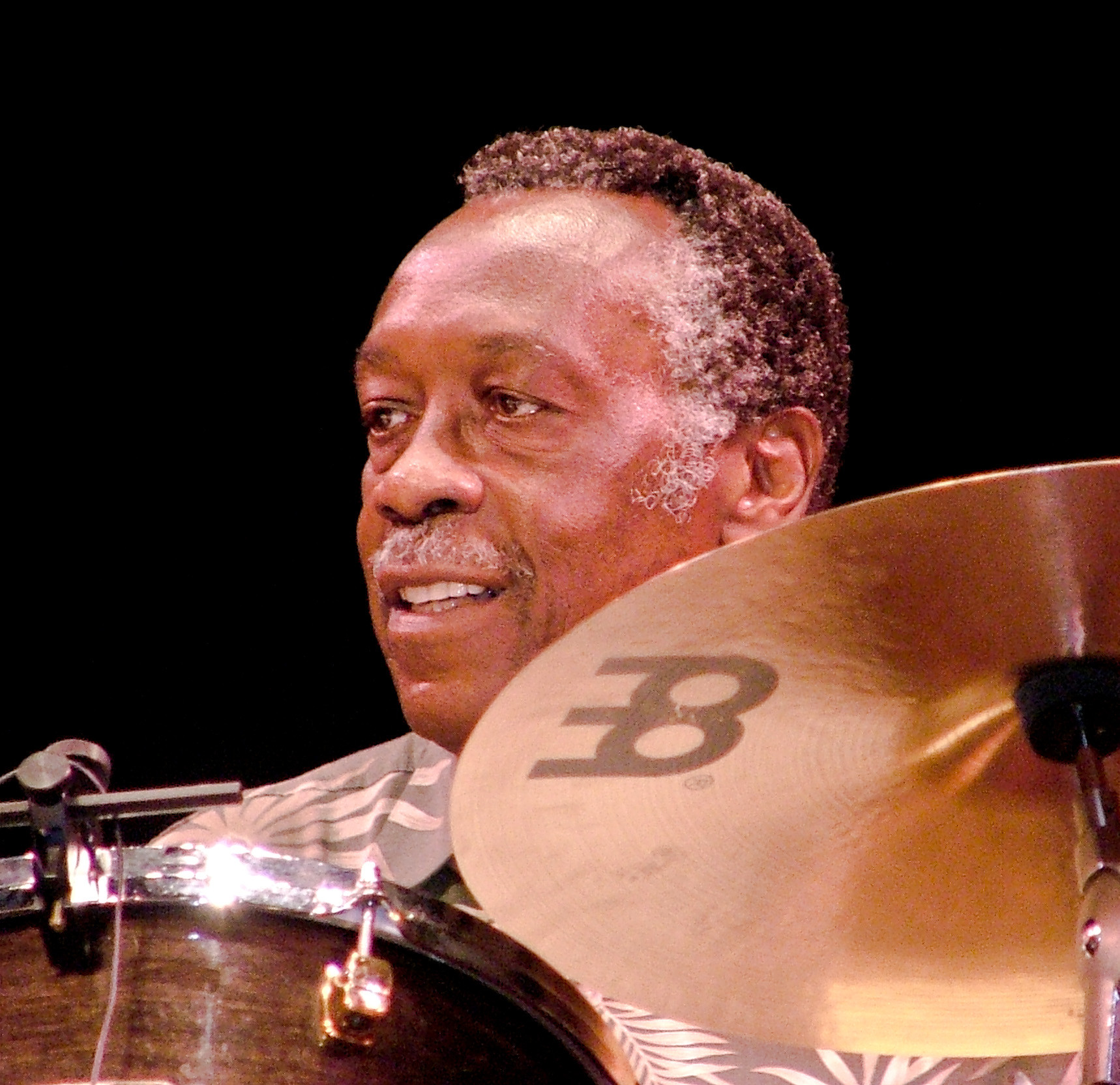
Clyde Stubblefield (2005)

Clyde Stubblefield (* 18. April 1943 in Chattanooga, Tennessee; † 18. Februar 2017 in Madison, Wisconsin) war ein US-amerikanischer Schlagzeuger.

## Leben
Clyde Stubblefield wuchs in Chattanooga auf und begann bereits als Kind mit dem Schlagzeugspiel. Anfangs trommelte er auf allen möglichen Materialien, von Konservendosen bis zu Pappboxen. Er wurde vor allem als Schlagzeuger für James Brown bekannt, der ihn 1965 bei einem Auftritt in Macon entdeckt und direkt unter Vertrag genommen hatte. Stubblefield hat die Musikrichtung Funk maßgeblich mitentwickelt und sein 20 Sekunden langes Schlagzeugsolo in dem Stück Funky Drummer gilt als einer der meist gesampelten Hip-Hop-Breaks der Musikgeschichte. Unter anderem wurde es von Public Enemy, LL Cool J und den Beastie Boys verwendet.
1970 verließ er zusammen mit anderen Musikern die Band von James Brown. Er zog zunächst nach Detroit, dann nach Madison, wo er bis zu seinem Tod lebte. Er spielte drei Jahre für Ben Sidran. In den 1980ern war wenig von ihm zu hören. In den 1990ern arbeitete er in verschiedenen Projekten aus dem Jazz- und Funkbereich, so mit Phil Upchurch und Pee Wee Ellis. Er war außerdem Gastschlagzeuger auf dem ersten Album von Garbage. Zudem veröffentlichte er zwei Soloalben. Ab und an trommelte er noch für The J.B.’s. Regelmäßige Auftritte hatte er in der Radiosendung Whad’ Ya Know von Michael Feldman.
2002 wurde ihm eine Niere entfernt. Seitdem litt er unter chronischer Niereninsuffizienz und musste sich mehrmals wöchentlich einer Dialyse unterziehen. Nach eigenen Angaben hatte Stubblefield stets Geldsorgen, obwohl sein berühmtes Drumsolo in mehr als 1300 Songs anderer Künstler verarbeitet wurde. Eine Krebsbehandlung wurde ihm vom Musiker Prince bezahlt. 2011 wurde er für den Dokumentarfilm Copyright Criminals interviewt. Der Film behandelt die Lücken des Urheberrechts, denn Stubblefield hatte für sein berühmtes Schlagzeugsolo nur wenig Geld bekommen. In James Browns Biopic Get On Up wurde er von Rob Demery gespielt. Clyde Stubblefield starb im Februar 2017 im Alter von 73 Jahren an Nierenversagen.
Der Rolling Stone listete Stubblefield gemeinsam mit James-Brown-Bandkollegen Jabo Starks auf Rang sechs der 100 größten Schlagzeuger aller Zeiten.

## Diskografie

### Solo
- 1997: The Revenge of the Funky Drummer (Interaction Records)
- 1998: The Original Funky Drummer Breakbeat Album (Music of Life)
- 1997: Party’s in the Kitchen (MCD)

### Mit James Brown
- 1967: Cold Sweat
- 1969: I Love You
- 1969: Live and Lowdown at the Apollo
- 1970: Sex Machine
- 1985: CD of JB (Sex Machine and Other Soul Classics)
- 1986: In the Jungle Groove
- 1987: Live at the Apollo II
- 1987: CD of JB II
- 1991: Star Time
- 1993: Soul Pride (The Instrumentals 1960–1969)
- 1993: Get on the Good Foot
- 1996: Funk Power – 1970: A Brand New Thang
- 1998: Say It Live and Loud
- 2014: Get On Up – The James Brown Story (Soundtrack-Album)

### Mit The J.B.’s
- 1972: These Are The J.B.’s
- 1972: Pass the Peas
- 1972: Food for Thought

### Mit Ben Sidran
- 1972: Slippery Hip
- 1973: Play the Piano
- 1974:  Don’t Let Go

### Weitere Veröffentlichungen
- 1976: James Vincent – Space Traveler
- 1982: Bill O’Brien – Cool at the Union
- 1982: Stone Foundation – Same (7″)
- 1992: Phil Upchurch – Whatever Happend to the Blues
- 1993: Pee Wee Ellis – Blues Mission
- 1995: Bobby Byrd – Bobby Byrd Got Soul
- 2003: The Clinton Administration – One Nation Under a Re-Groove
- 2008: Fred Wesley featuring Jab’o Starks & Clyde Stubblefield with Bootsy Collins – Funk for Your Ass (A Tribute to the Godfather of Soul)

### Gastbeiträge
- 1991: King All Stars – The Fabulous King All Stars (auf Hard to Handle)
- 1992: The Pharcyde – Bizarre Ride II The Pharcyde (auf Officer)
- 1995: Garbage – Garbage (auf Not My Idea und Queer)
- 2003: Black Eyed Peas – Elephunk (auf Labor Day (It’s A Holiday))
- 2004: DJ Miles – “Funky Sole” Live In Hollywood, California Vol. 1 (auf Funky Drummer (DJ Muro Remix))
- 2012: Public Enemy – The Evil Empire of Everything (auf 1 (Peace))

## Filmografie (Auswahl)
- 2007: Superbad (als Musiker beim Soundtrack)
- 2008: The Night James Brown Saved Boston (Archivmaterial)
- 2009: Copyright Criminals
- 2014: Mr. Dynamite: The Rise of James Brown